# Crematogaster abstinens
Crematogaster abstinens är en myrart som beskrevs av Auguste-Henri Forel 1899. Crematogaster abstinens ingår i släktet Crematogaster och familjen myror.

## Underarter
Arten delas in i följande underarter:
- C. a. abstinens
- C. a. chacoana
- C. a. suturalis

## Bildgalleri

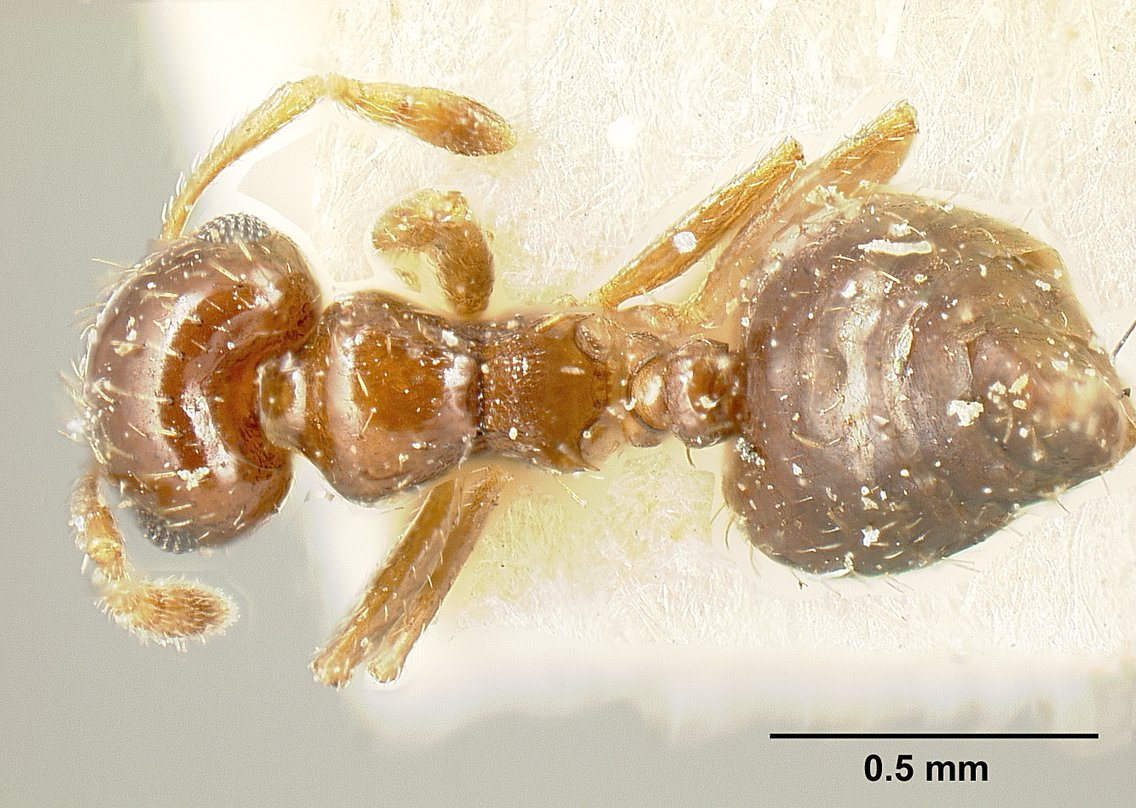
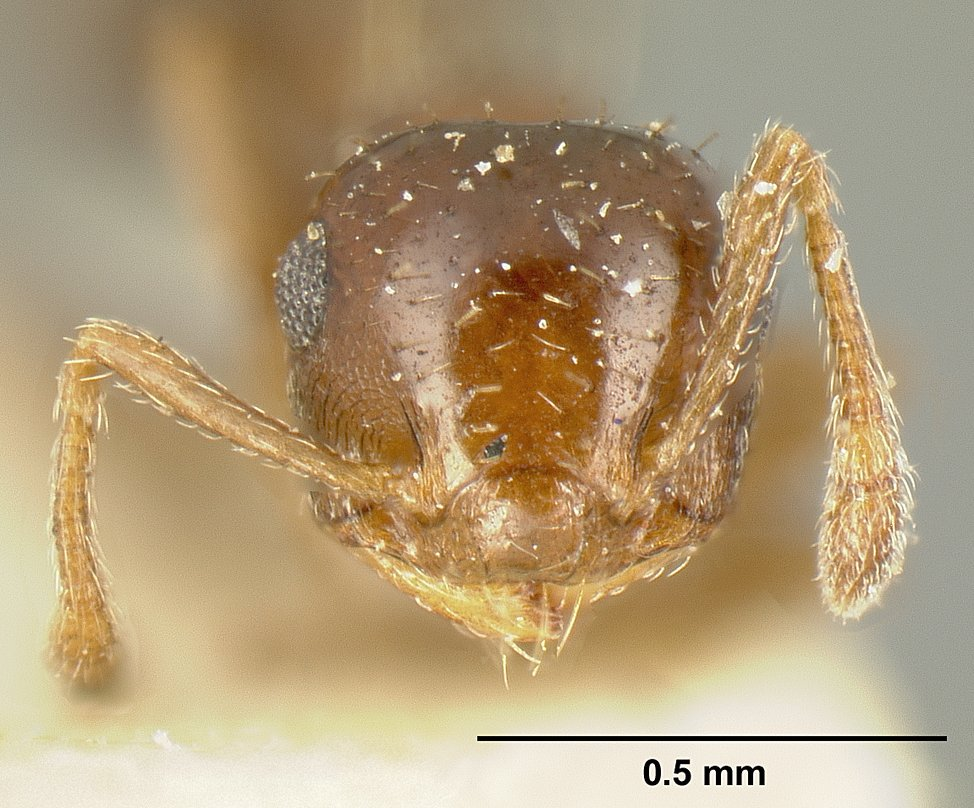
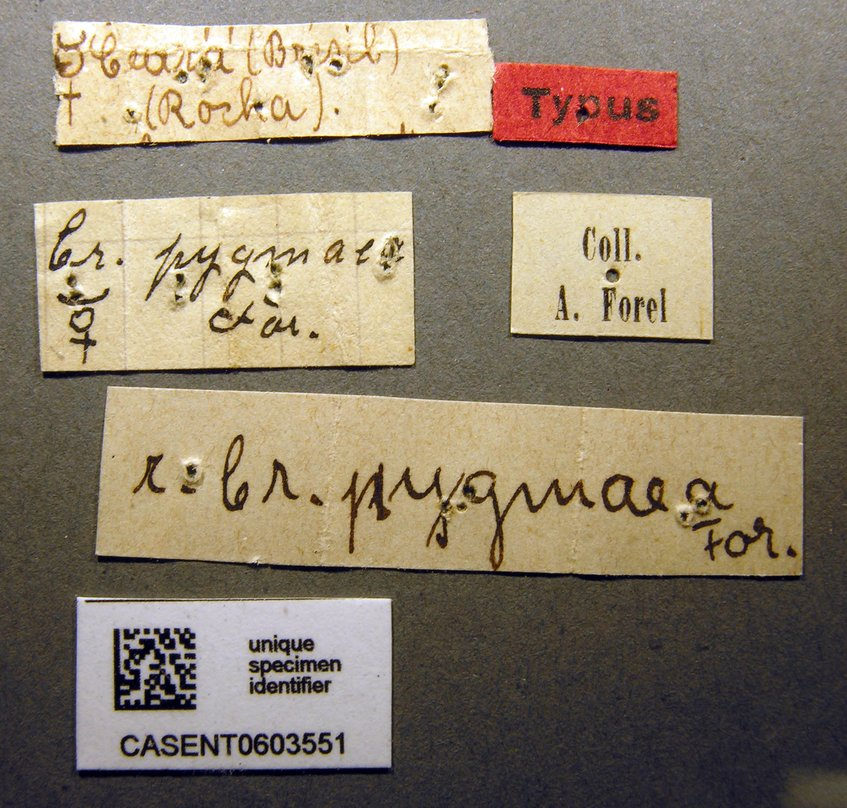
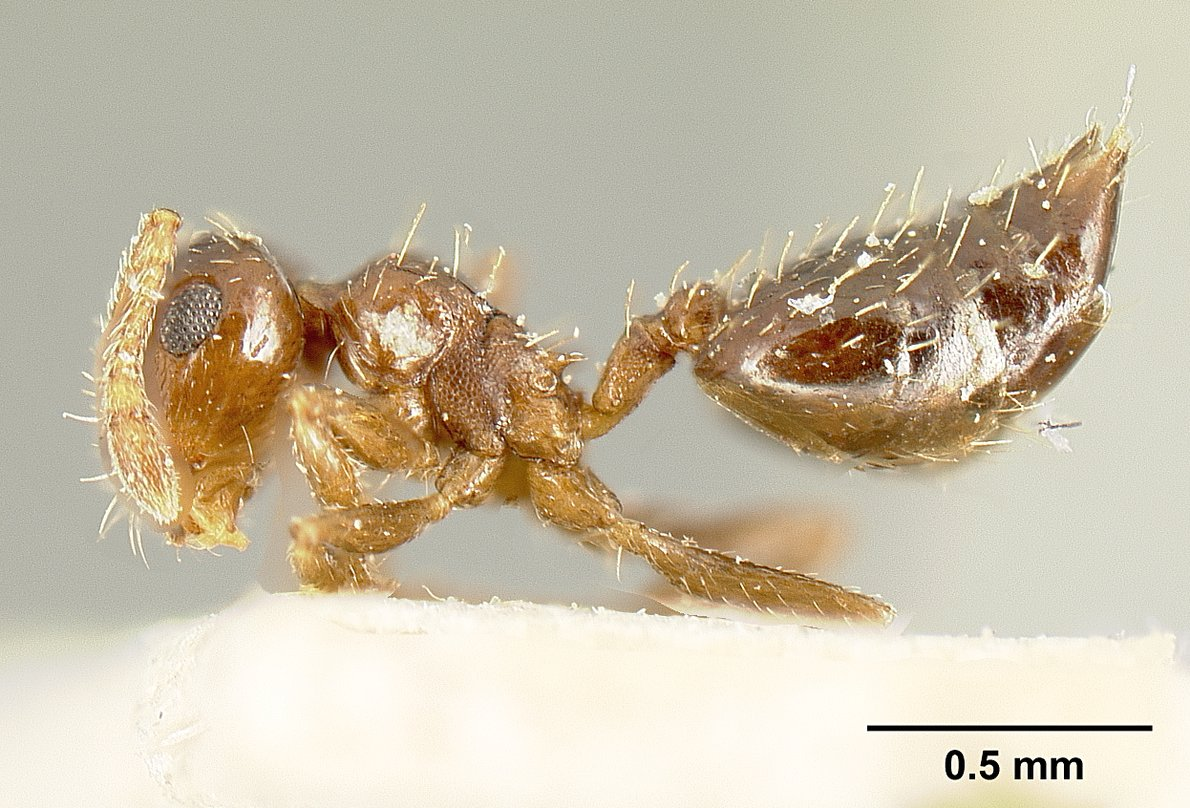
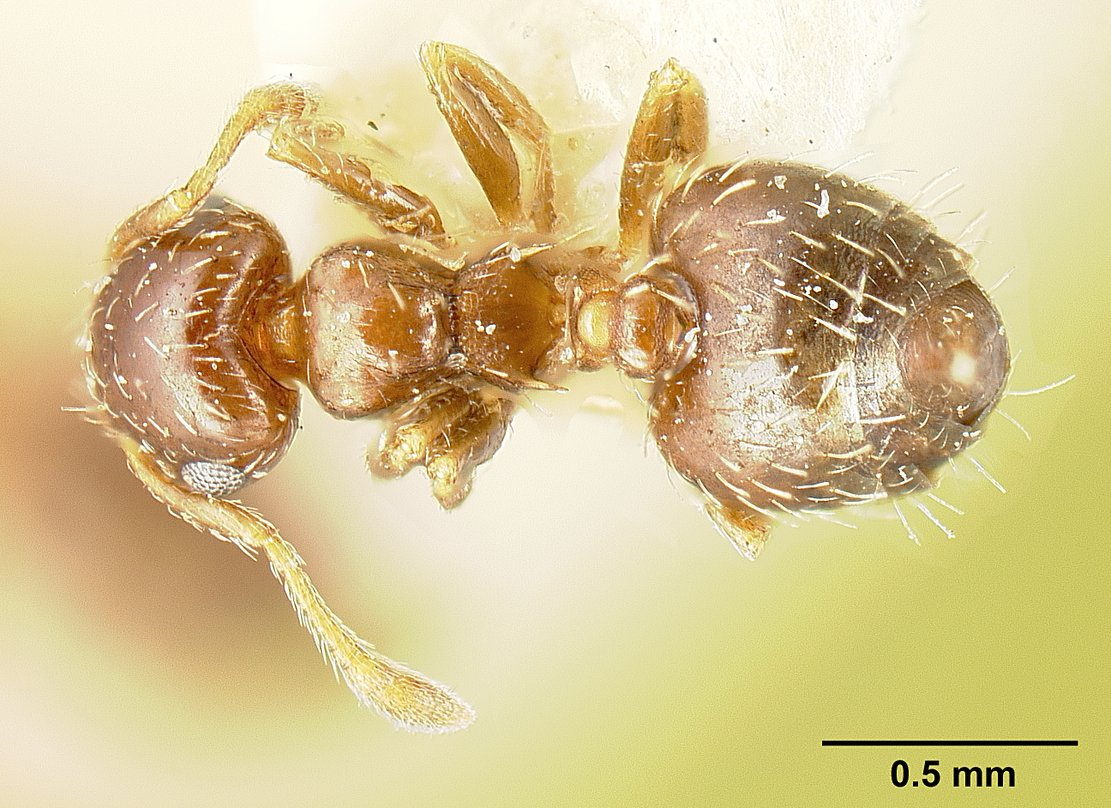
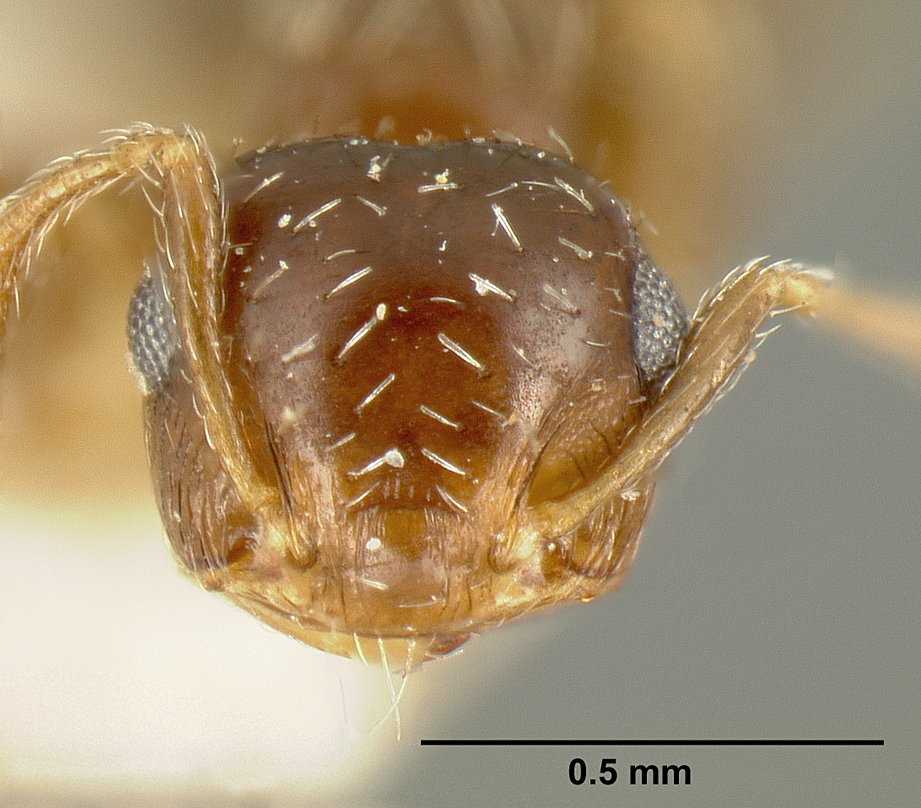